# Lluís Muns
Lluís Muns, nom artístic amb què fou conegut Lluís Munt i Balil (Barcelona, 9 de desembre de 1850 - 1923) va ser un actor català de l'últim terç del segle xix.
El seu fill Joan Munt i Rosés també es va dedicar a la interpretació teatral.

## Trajectòria professional
- 1869, 19 de març. En el paper de Vigatà 2 a l'obra Les heures del mas de Frederic Soler. Estrenada al teatre de l'Odèon de Barcelona.
- 1882, 24 d'octubre. En el paper de Simon a l'obra Una senyora sola de Joan Molas i Casas. Estrenada al teatre Romea de Barcelona.
- 1883, 2 d'octubre. En el paper d'El patge Rodolf a l'obra El llibre de l'honor de Frederic Soler i Manuel Mata i Maneja. Estrenada al teatre Romea de Barcelona.
- 1884, 22 de febrer. En el paper d'Adalart a l'obra Judith de Welp d'Àngel Guimerà. Estrenada al teatre Romea de Barcelona. Un any abans s'havia estrenat a Canet de Mar.
- 1886, 15 d'abril. En el paper de Guim a l'obra El pubill de Frederic Soler. Estrenada al teatre Romea de Barcelona.
- 1886, 2 de maig. En el paper d'Estornell a l'obra El rústic "Bertoldo" de Frederic Soler. Estrenada al teatre Romea de Barcelona.
- 1888, 7 de febrer. En el paper de Malek a l'obra Mar i cel d'Àngel Guimerà. Estrenada al teatre Romea de Barcelona.
- 1890, 4 febrer. En el paper de Guisla a l'obra Rei i monjo, original d'Àngel Guimerà. Estrenada al Teatre Romea de Barcelona.
- 1890, 14 d'octubre. En el paper de Miquel a l'obra Sogra i nora de Josep Pin i Soler, estrenada al teatre Novetats de Barcelona.
- 1890, 2 de desembre. En el paper de Tomàs a l'obra La sala d'espera d'Àngel Guimerà. Estrenada al teatre Novetats de Barcelona.
- 1892, 8 de gener. En el paper de Sist a l'obra El promès de Joaquim Riera i Bertran. Estrenada al teatre Novetats de Barcelona.
- 1892, 14 de maig. En el paper de Bertran a l'obra L'ànima morta d'Àngel Guimerà. Estrenada al teatre Novetats de Barcelona.